# 特別課程
特別課程（とくべつかてい）とは、日本国内で、以下のようなケースに使用される科目群の名称である。
1. 卒業に必要な所定単位にはならないものの、国家資格を受講するためなど、正規カリキュラムとは別に設定される科目群。
2. 既に大学を卒業したものに対して、国家資格を取得するために必要な教育を実施する科目群。
3. 通常の入学選抜とは別に、一定の学力を有することが証明されているものに対する科目群。

1.に関しては、教職課程や博物館学課程のように、受講しなければ国家資格の受験資格が付与されない特別課程から、情報処理士課程のような、民間資格の免除が受けられる課程、公認会計士課程のような、国家試験の予備校的課程まで様々に存在している。
2.に関しては、代表的なものとして教職特別課程がある。学部学生に対する教職課程とは別に、既に大学を卒業した者が教育職員免許状を取得するために設置される課程で、根拠法として教育職員免許法第5条別表第1備考第6号及び教育職員免許法施行規則第6条第2項がある。単に「特別課程」といった場合、大学によっては教職特別課程を指し示す場合もある。
3.に関しては、短期大学や高等専門学校の卒業生に対する、大学3年次編入課程や日本国外の教育機関を卒業した者に対する、日本語教育を実施する課程などが存在している。